# Фердинанд Юблакер
Фердинанд Юблакер (чеськ. Ferdinand Üblacker, 25 листопада 1896 — 30 грудня 1969) — чехословацький футболіст, що грав на позиції півзахисника. По завершенні ігрової кар'єри — тренер.
Відомий виступами за клуб «Кладно».

## Життєпис
Вихованець футбольного клубу «Кладно», у складі якого виступав майже всю кар'єру. Винятком стало нетривале перебування в клубі «Славія» (Прага) у 1923—1924 роках, де Фердинанду не вдалося стати основним гравцем. У складі «Славії» зіграв у фіналі Середньочеського кубка 1923, де його команда поступилась «Спарті» з рахунком 1:3.
Після виступів у «Славії» повернувся до клубу «Кладно». З командою виступав у новоствореній професіональній лізі, у якій зіграв 59 матчів і забив 1 гол. Загалом у складі «Кладно» зіграв 506 матчів і забив 22 голи.
З 1931 по 1935 рік був тренером команди.